# مت استون
ماتیو ریچارد "مت" استون (به انگلیسی: Matt Stone) (زاده ۲۶ مه ۱۹۷۱) بازیگر آمریکایی، صداپیشه، انیماتور، فیلم‌نامه‌نویس، تهیه‌کننده و آهنگساز است.
وی بیشتر به خاطر ساخت مجموعه ساوت پارک به همراه دوست‌اش تری پارکر مشهور است.
استون و پارکر فعالیت مشترک و ادامه‌دار خود را در ۱۹۹۲ با برنامه کوتاهی برای تعطیلات به نام عیسی علیه یخ‌زده (Jesus vs. Frosty) آغاز کردند. پس از آن موزیکال کانیبال را ساختند. سپس کار کوتاهی به نام عیسی علیه سانتا با همکاری هم ساختند، که منجر به سریال ساوت پارک شد که برای بیش از ۱۵ سال ساخته و منتشر می‌شود. او برای ساوت پارک، چهار جایزه امی، برای «برنامه‌ریزی برجسته در بیش از یک ساعت» و «برنامه‌ریزی برجسته در کمتر از یک ساعت» برده‌است.
او در فیلم بیس‌کتبال بازی کرده است.